# Kevin Lasagna
Kevin Lasagna (Suzzara, Italia, 10 de agosto de 1992) es un futbolista italiano que juega como delantero en el S. S. C. Bari de la Serie B.

## Clubes
| Club                            | País    | Año       |
| ------------------------------- | ------- | --------- |
| A. S. D. Cerea 1912             | Italia  | 2012-2014 |
| A. C. Este 1920 (cedido)        | Italia  | 2013-2014 |
| Carpi F. C. 1909                | Italia  | 2014-2017 |
| Udinese Calcio                  | Italia  | 2017-2021 |
| Carpi F. C. 1909 (cedido)       | Italia  | 2017      |
| Hellas Verona (cedido)          | Italia  | 2021      |
| Hellas Verona                   | Italia  | 2021-     |
| Fatih Karagümrük S. K. (cedido) | Turquía | 2023-2024 |
| S. S. C. Bari (cedido)          | Italia  | 2024-     |